# キャットウーマン (映画)
『キャットウーマン』（Catwoman）は、2004年に公開されたハル・ベリー主演の映画である。
DCコミックスから出版されている『バットマン』のキャラクターのひとりキャットウーマンを主人公としているが、本作は映画『バットマン』シリーズとの接点は無い。

## 概要
2004年、ピトフ監督により実写映画化された作品。ハル・ベリーがキャットウーマンを演じたが振るわず、作品賞・監督賞・脚本賞・主演女優賞の4部門でラジー賞を受賞した。ベリーはこの授賞式に出席し、「他人の助力なしにアカデミー賞（ラジー賞）は取れないわ」「最高（最低）のスタッフに囲まれたおかげよ」と泣きはらし、アカデミー賞を受賞した時のスピーチを全く同じく再現してみせた 。ベリーの懐の大きさに、観客は拍手喝采を送った。
本作のキャットウーマンは怪盗として描かれているシーンが存在する一方、敵への復讐という点ではあるものの90年代以降に設定されたアンチヒロインとして悪の存在と立ち向かうという側面も描かれている。

## ストーリー
ペイシェンス・フィリップスはシャイで感じやすい芸術家タイプのグラフィックデザイナー。
ある日、ペイシェンスが働いている巨大な化粧品会社「ヘデア・ビューティー社」が革命的な老化防止商品の発表を控えていた際、彼女はその商品に関する驚くべき秘密を知ってしまい、暗殺される。
しかし彼女はエジプトの猫神「マオ・キャット」の力によって蘇り、猫の強さやスピード、俊敏さ、そして超人的な鋭い感覚を持って生まれ変わった。
そしてマオ・キャットの秘密を知る謎の女性オフィーリア・パワーズからペイシェンスはマオ・キャットによって蘇る女性に選ばれたことを知り、ペイシェンスは新たな自分に戸惑いつつもヘデア・ビューティー社の陰謀を探ることを決意する。

## 登場人物
ペイシェンス・フィリップス/キャットウーマン
大手化粧品会社のデザイナー。うだつが上がらず、日々をつまらなく過ごしている。
トム・ローン
刑事。
ジョージ・ヘデア
ヘデア社の社長。
オフィーリア・パワーズ
猫の飼い主。
ローレル・ヘデア
ジョージの妻。
サリー
ペイシェンスの友人。

## キャスト
| 役名                                        | 俳優                         | 日本語吹き替え | 日本語吹き替え |
| 役名                                        | 俳優                         | ソフト版 | テレビ朝日版 |
| ------------------------------------------- | ---------------------------- | --- | --- |
| ペイシェンス・フィリップス/キャットウーマン | ハル・ベリー                 | 本田貴子 | 深見梨加 |
| トム・ローン刑事                            | ベンジャミン・ブラット       | 小杉十郎太 | 堀内賢雄 |
| ジョージ・ヘデア                            | ランベール・ウィルソン       | 中村秀利 | 大塚芳忠 |
| オフィーリア・パワーズ                      | フランセス・コンロイ         | 寺田路恵 | 沢田敏子 |
| ローレル・ヘデア                            | シャロン・ストーン           | 深見梨加 | 小山茉美 |
| サリー                                      | アレックス・ボースタイン     | 堀越真己 | 神代知衣 |
| アーマンド                                  | マイケル・マッシー           | 田中正彦 | 青山穣 |
| ウェスリー                                  | バイロン・マン               | 室園丈裕 | 真殿光昭 |
| スラヴィッキー                              | ピーター・ウィングフィールド | 諸角憲一 | |
| その他                                      | N/A                          | 手塚秀彰 坂東尚樹 石住昭彦 竹村叔子 西凜太朗 山口登 駒谷昌男 伊藤亜矢子 前田ゆきえ 日野未歩 松元恵 朝倉栄介 武虎 北西純子 森夏姫 津川祝子 | 檀臣幸 牛山茂 谷昌樹 志村知幸 浅野まゆみ 谷井あすか 駒谷昌男 高階俊嗣 田村聖子 奈良徹 荻野晴朗 寺門真希 東條加那子 |
|                                             |                              | | |
| 演出                                        |                              | 三好慶一郎 | 伊達康将 |
| 翻訳                                        |                              | 高山美香 | 高山美香 |
| 編集                                        |                              | オムニバス・ジャパン | |
| 調整                                        |                              | 大浦伸浩 | 大浦伸浩 |
| 制作                                        |                              | ワーナー・ホーム・ビデオ 東北新社 | 東北新社 |

- テレビ朝日版 - 初放送2008年2月17日 『日曜洋画劇場』

## スタッフ
- 監督：ピトフ
- 撮影：ティエリー・アーボガスト
- 美術：ビル・ブルゼスキー
- 編集：シルビー・ランドラ
- 音楽：クラウス・バデルト
- 製作：ワーナー・ブラザース
- 視覚効果：ティペット・スタジオ

## 備考
- 『バットマン:ブレイブ&ボールド』43話「怪人マチス・マローン」の冒頭は、キャット・ウーマンが蘇りの能力を持つエジプトの秘宝を狙う話となっている。